# Gmina Łubnice (Powiat Staszowski)
Die Gmina Łubnice ist eine Landgemeinde  im Powiat Staszowski der Woiwodschaft Heiligkreuz in Polen. Das namensgebende Dorf hat 310 Einwohner (2006).
Zur Landgemeinde (gmina wiejska) Łubnice gehören folgende 19 Orte mit einem Schulzenamt:
Beszowa
Borki
Budziska
Czarzyzna
Gace Słupieckie
Grabowa
Góra
Łubnice
Łyczba
Orzelec Duży
Orzelec Mały
Przeczów
Rejterówka
Słupiec
Szczebrzusz
Wilkowa
Wolica
Zalesie
Zofiówka
Weitere Ortschaften der Gemeinde sind Czajków, Tarnowce, W Ogrodach, Zajeziorze und Zakupne.